# 葛树春
葛树春
為中国青年揭黑作家（独立撰稿人）及职业举报人，曾在多家媒体从业，2007年10月创办中国反腐维权网至今已撰写或发表原创揭黑报道200多万字，2011年被推荐为80后勇者公民候选人，2012年10月出任小方舟孤儿院理事长。其最新著作《民间维权人手记》和《谁与浮生记》分别于2011年和2013年由中国国家知识产权局-知识产权出版社公开出版发行。

## 经历
2010年5月葛树春在其开办的中国反腐维权网发表《民政局野蛮强制挖尸引发冤案》一文引起中外各主流媒体关注、刊载和跟踪报道（民政局长被免职），葛树春和他的中国反腐维权网也从此一炮而红。
而后葛树春又接连发表《女子上访无果反遭判刑威胁》、《唐山路北区7被拆迁户在全国两会首日被非法强拆》、《上访女被关精神病院10年》等多篇影响深远的深度调查报道。
其中《唐山路北区7被拆迁户在全国两会首日被非法强拆》一文发表后，非法强拆案被中纪委监察部、国务院纠风办、住房和城乡建设部等中央四部委高度重视，10数人联合调查组进驻河北唐山彻查此案，最终，非法拆迁案被全国通报，包括路北区副区长在内的7人被追究行政或刑事责任。
近年来，人民网、新华网和中国法院网及《南方周末》、香港《文匯報》、《凤凰周刊》等媒体都有詳細報導葛树春及其中国反腐维权网。
还有资料显示，葛树春专注于暗访公职人员腐败等事项，2009年，葛树春化妆成民工在广西某市暗访一公职人员亲属非法开采金矿窝点，后联合市局特警支队民警一举端掉了非法开采金矿窝点，为国家挽回了损失。